# Ursus thibetanus japonicus
El oso negro japonés u oso japonés (Ursus thibetanus japonicus) es una de las subespecies que componen la especie U. thibetanus, un mamífero úrsido.   

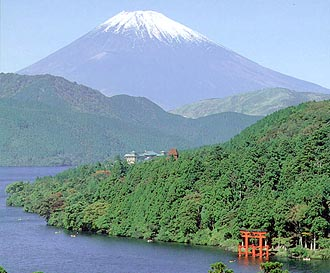
El monte Fuji, en el parque nacional de Fuji-Hakone-Izu, ejemplo del hábitat de este oso.

## Distribución geográfica

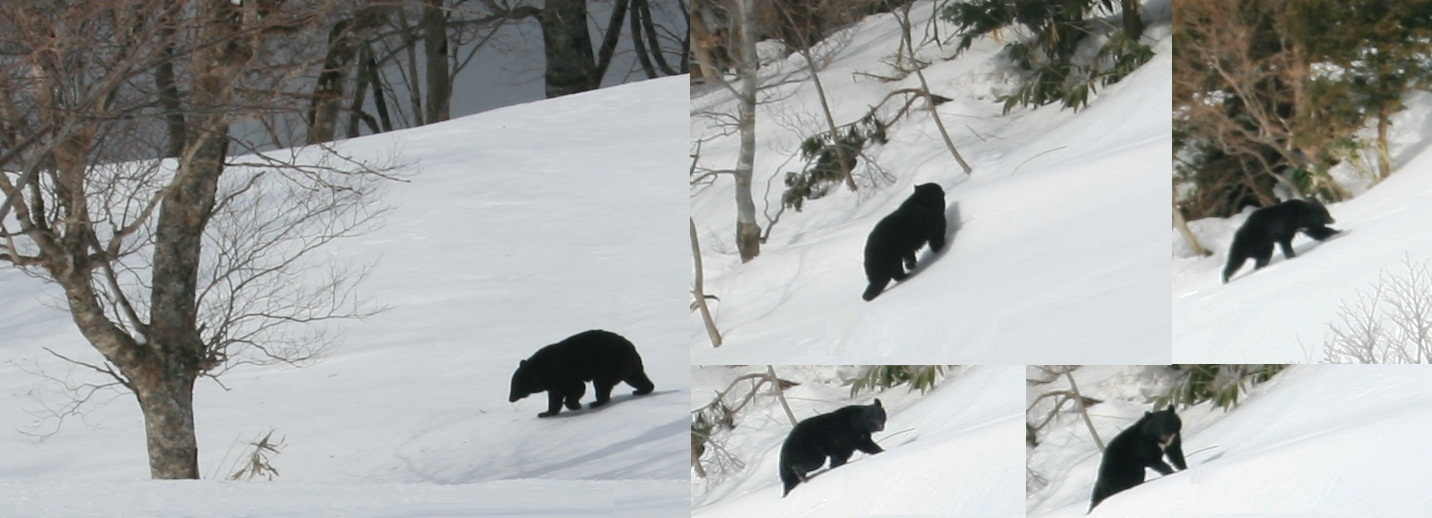
Un ejemplar de este oso en su ambiente natural, en el monte Kurai.

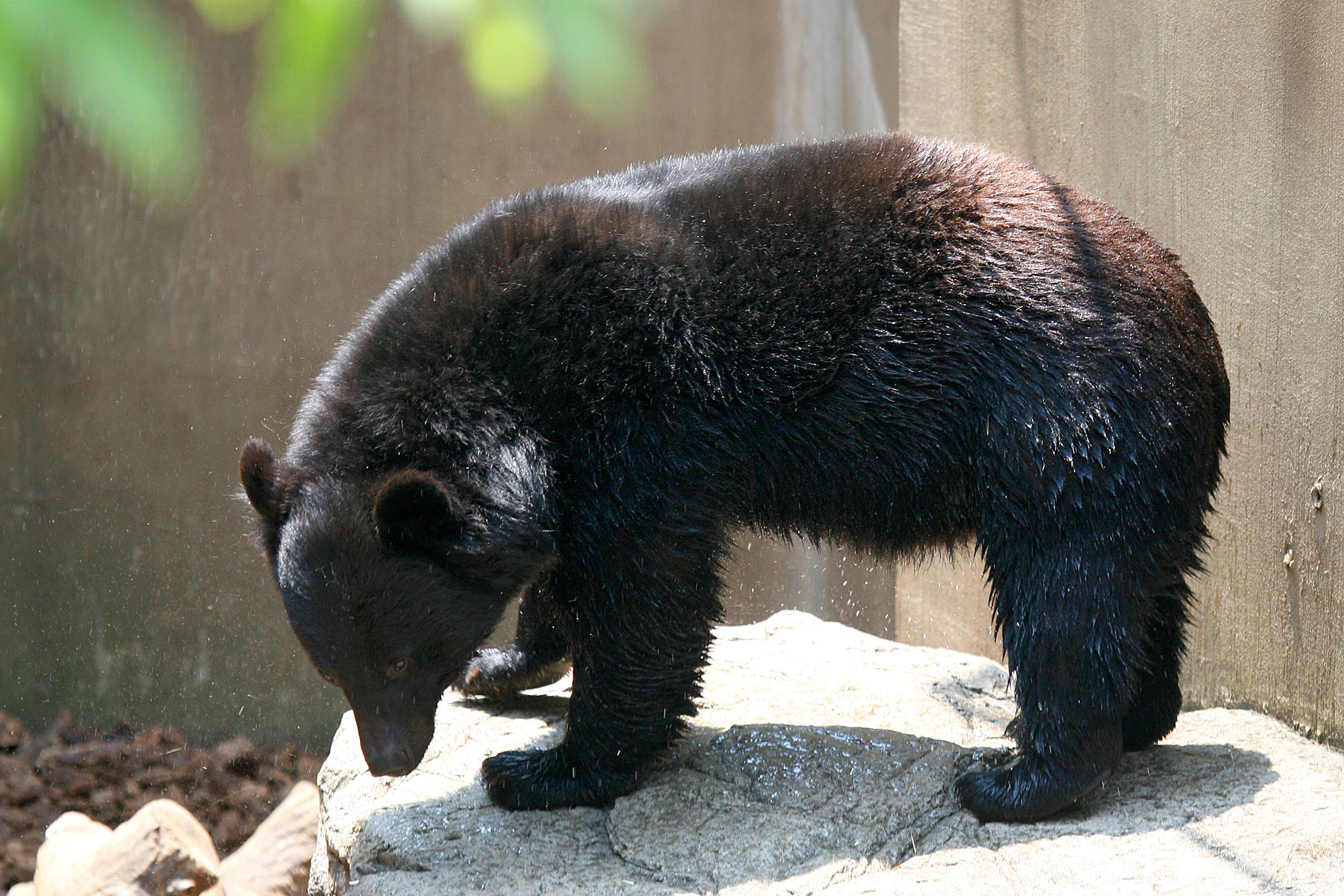
Un ejemplar cautivo de este oso.

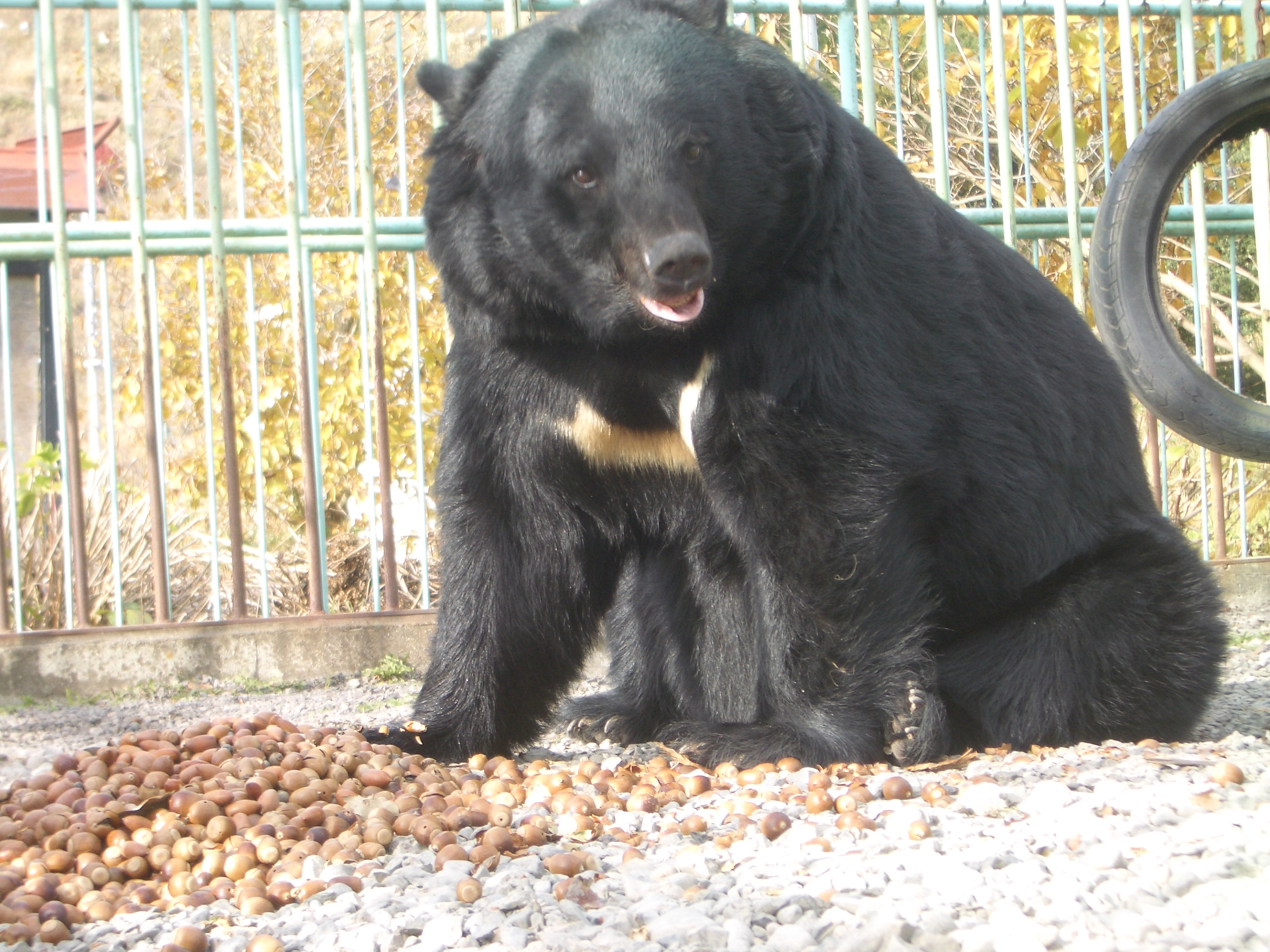
Un ejemplar en cautiverio de este oso.

El oso japonés es endémico de Japón, donde presentaba poblaciones en varias islas.  
- En Honshū, la isla principal del archipiélago japonés, la cual tiene una superficie de 230.500 km².
- En la isla de Shikoku, de una superficie de 18 297 km².
- En la isla de Kyūshū la población que la habitaba está extinta.

Vive en variados ambientes, preferentemente bosques, tanto de coníferas como caducifolios, desde los invernalmente muy fríos hasta los subtropicales.
Tiene una dieta amplia, donde en una parte del año representan un porcentaje importante las semillas de pino y las bellotas de roble.

## Características generales
El oso japonés se diferencia de otros osos negros asiáticos por carecer de la gruesa piel del cuello, característica de las subespecies continentales, y por tener el hocico de color más oscuro.
Posee un tamaño relativamente pequeño; el peso de los ejemplares adultos es de entre 60 y 120 kg en el caso de los machos y entre 40 y 100 kg para las hembras. La longitud corporal varía entre los 110 y los 140 cm.

## Taxonomía
Este oso fue descrito originalmente en el año 1857 por el zoólogo alemán Hermann Schlegel. 
En el año 2015, un estudio que analizó los rasgos genéticos y las relaciones filogenéticas entre las especies de osos asiáticos arrojo un resultado llamativo, ya que los haplogrupos recuperados para los taxones que se daba como formadores de la especie U. thibetanus indican no monofilia, como resultado de la exclusión de una única secuencia, representada por un individuo de U. t. japonicus. Este resultado es de interés taxonómico, porque prueba que ha habido un sustancial aislamiento, temporal y genético, de las poblaciones japonesas respecto de las continentales, el cual resultó ser mucho más prolongado del que se postulaba tradicionalmente.

## Conservación
A este oso se lo categoriza como “vulnerable”. 
La caza deportiva de osos negros japoneses es legal, matándose de esta manera un promedio de 500 ejemplares por año, número que ha ido disminuyendo debido a la disminución del interés por este deporte.
Sin embargo, en razón de que las islas donde habita están superpobladas de seres humanos, los incidentes con osos problemáticos en zonas suburbanas y áreas agrícolas son moneda corriente. En estos casos, se elimina el problema matando al ejemplar con armas o trampas; muriendo por esta causa anualmente entre 1000 a 2000, pero las cifras llegan en algunos años hasta los 4000 osos.